# ب‌ام‌و ایکس۳

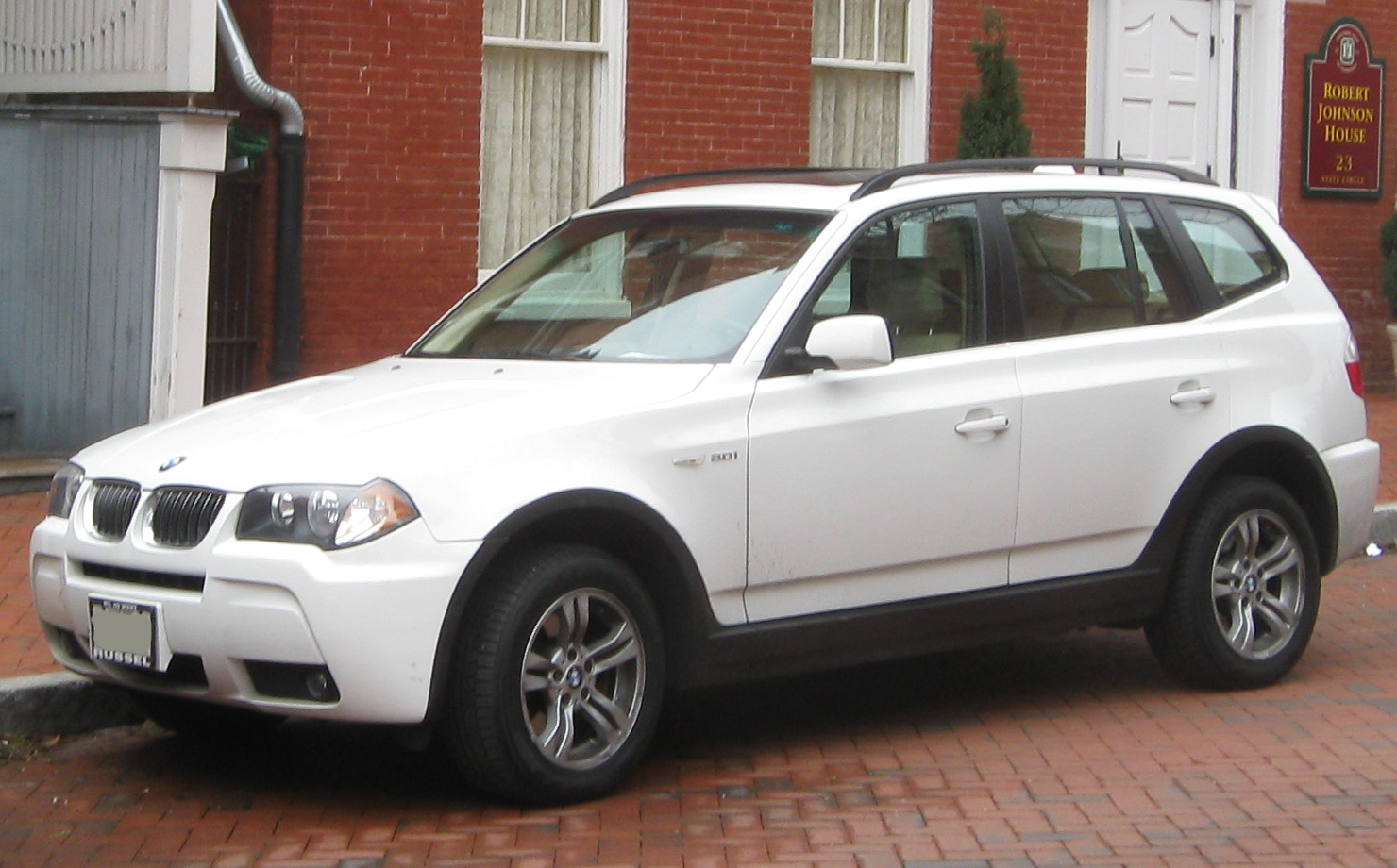

ب‌ام‌و ایکس۳ (BMW X۳) خودرویی است که از سال ۲۰۰۴ تا کنون تولید شده‌است.
طراحی آن خودروهای موتور جلو-محور عقب بوده‌است.